# Eugène Carrière

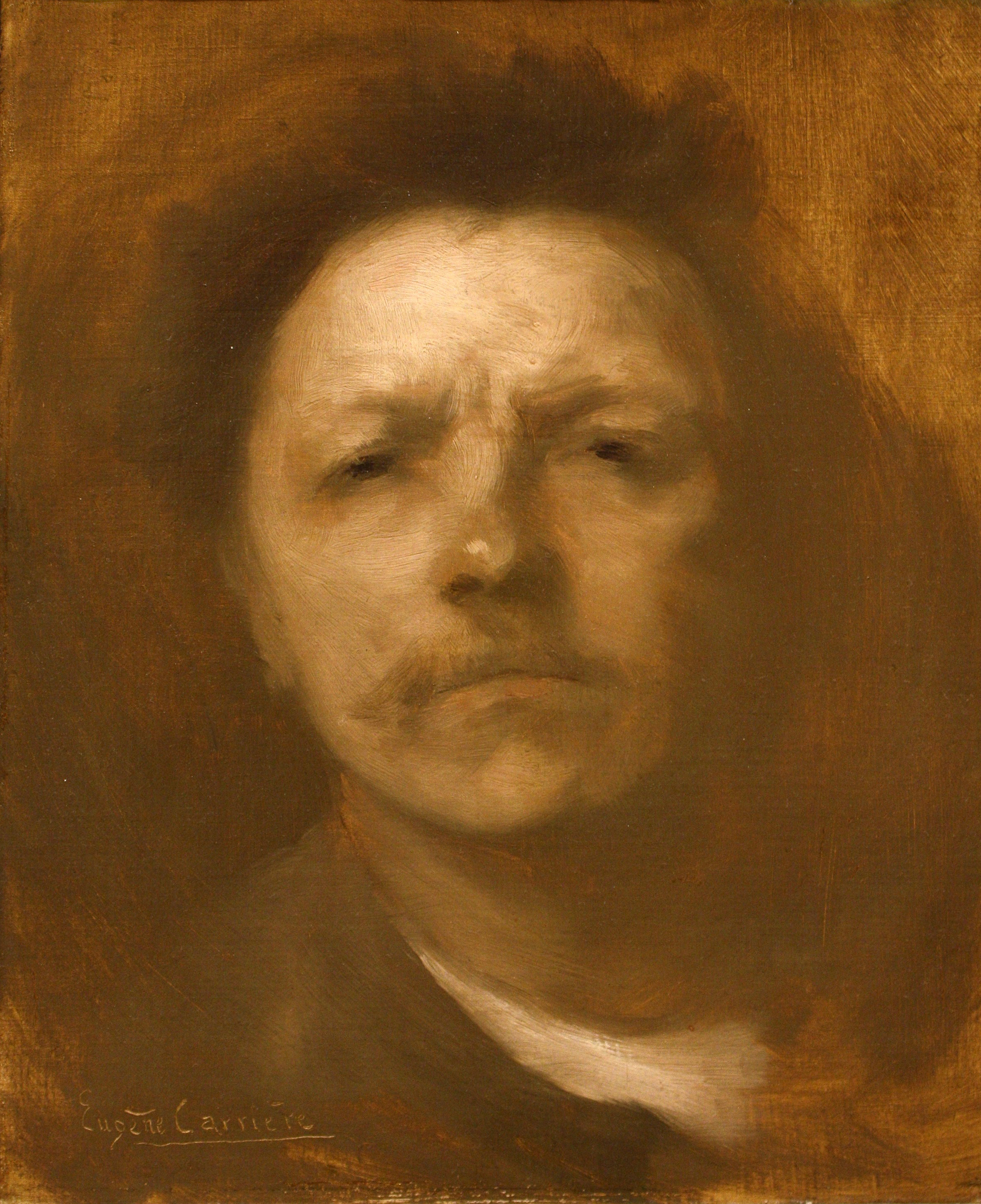
Eugène Carrière, zelfportret, 1893, Metropolitan Museum of Art

Eugène Anatole Carrière (Gournay-sur-Marne, Seine-Saint-Denis, 16 januari 1849 – Parijs, 27 maart 1906) was een Frans kunstschilder. Hij wordt gerekend tot de stroming van het symbolisme.

## Leven en werk
Carrière was van eenvoudige komaf, werd aanvankelijk tot drukker opgeleid, maar kon uiteindelijk toch gaan studeren aan de École des Beaux-Arts in Parijs. Later trad hij in de leer bij Alexandre Cabanel.
Rond 1890 was Carrière een van de leiders van de Parijse Sezession-beweging, die uiteindelijk leidde tot de oprichting van de Société Nationale des Beaux-Arts. Rond deze tijd ontwikkelde hij ook zijn kenmerkende schemerachtige symbolistische stijl. Hij werkte veel met groen-blauwe monochroomtinten en vage omlijningen, aldus een sfeer van intimiteit creërend. Vaak schilderde hij scènes uit het dagelijks leven, veelal moeders met hun kinderen, waarbij hij over het algemeen familieleden als modellen gebruikte. Daarnaast werd Carrière bekend als portretschilder, onder meer van bekende personen uit de kunstwereld, zoals Paul Verlaine, Paul Gauguin en zijn vriend August Rodin.
Vanaf de jaren 1890 kreeg Carrière in snel tempo succes. Hij exposeerde onder meer in de Parijse salon. Aangenomen wordt dat hij invloed heeft gehad op de “blauwe periode” van Pablo Picasso, die een schilderij aan hem wijdde. In 1900 was Carrière een van de personen die tijdens de Dreyfusaffaire Émile Zola's J'accuse...! ondersteunden.
Carrière overleed in 1906 te Parijs,op 57-jarige leeftijd, aan keelkanker. Hij werd begraven op het Cimetière du Montparnasse. Veel werk van zijn hand is momenteel te zien in het Musée d'Orsay te Parijs.

## Galerij

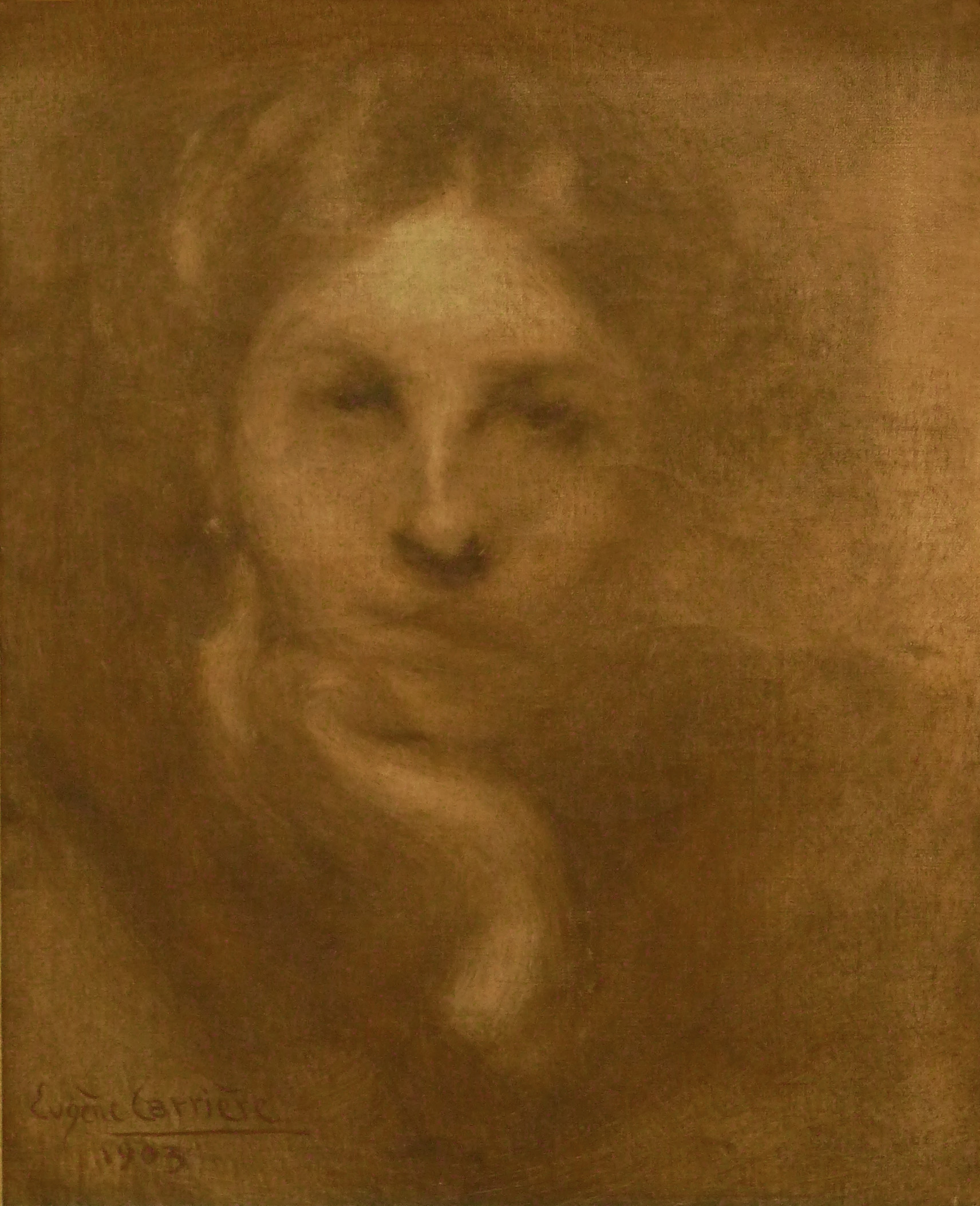
Portrait d'Elsa Koeberlé
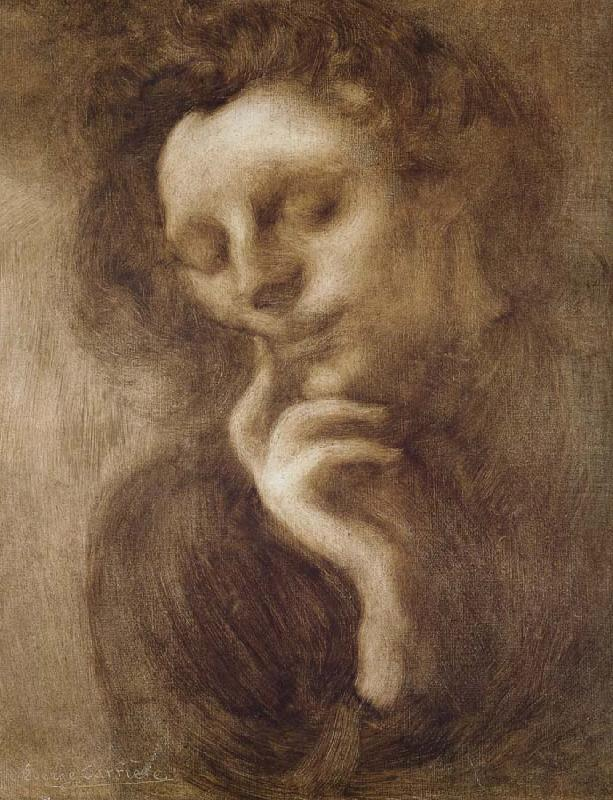
Tendresse
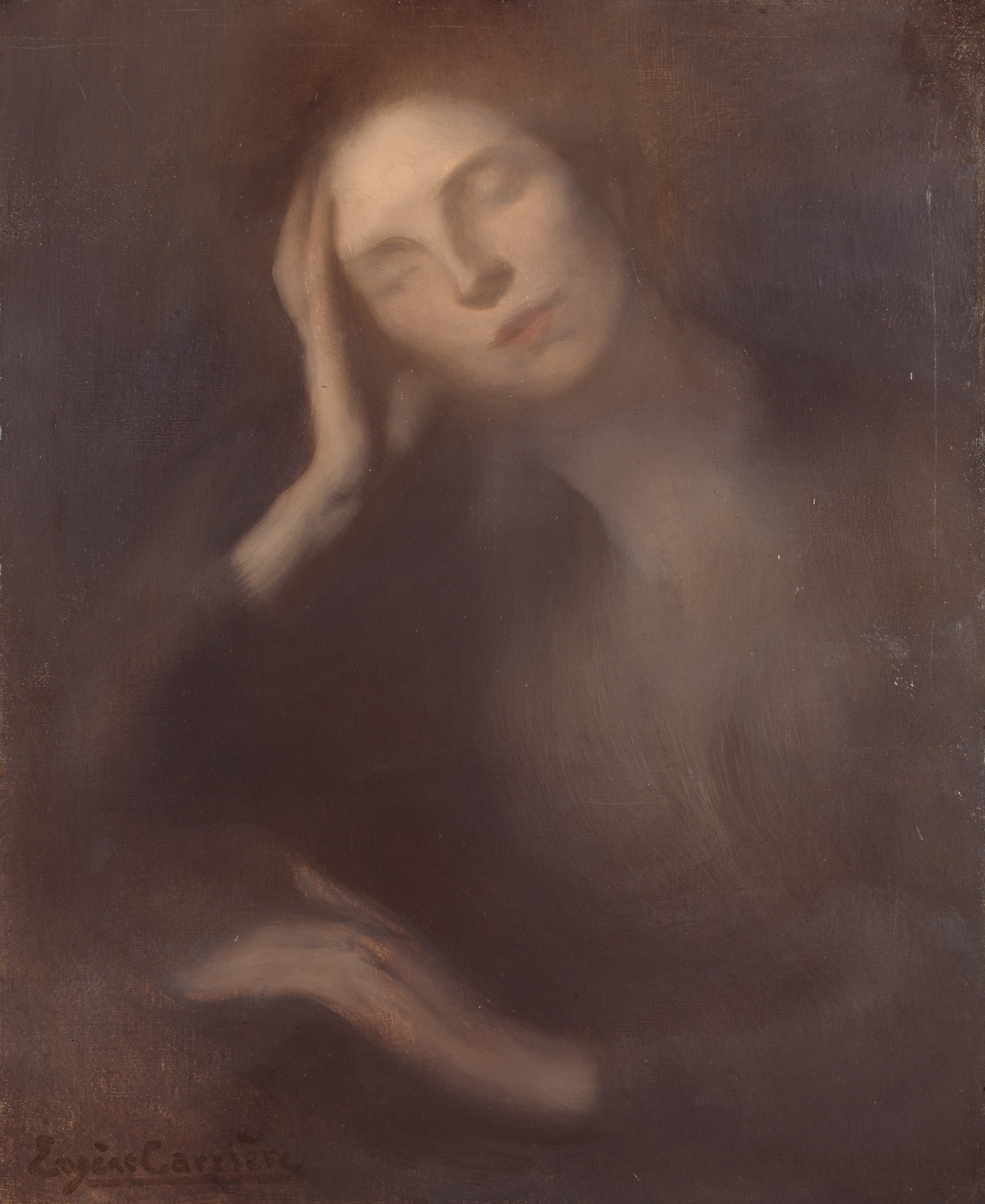
Woman leaning on a Table
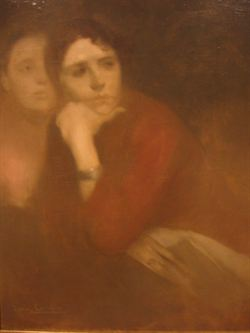
Deux Femmes
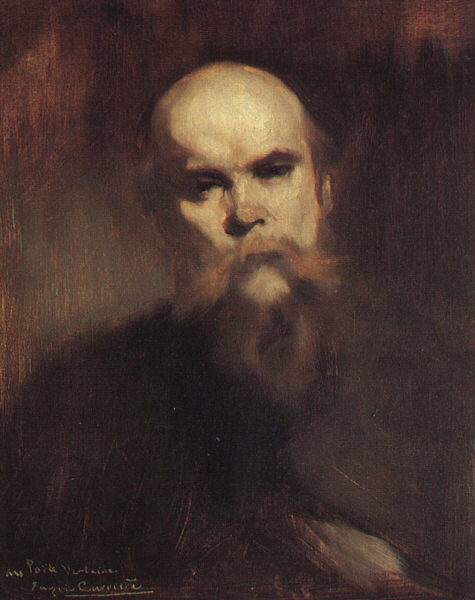
Portrait de Paul Verlaine
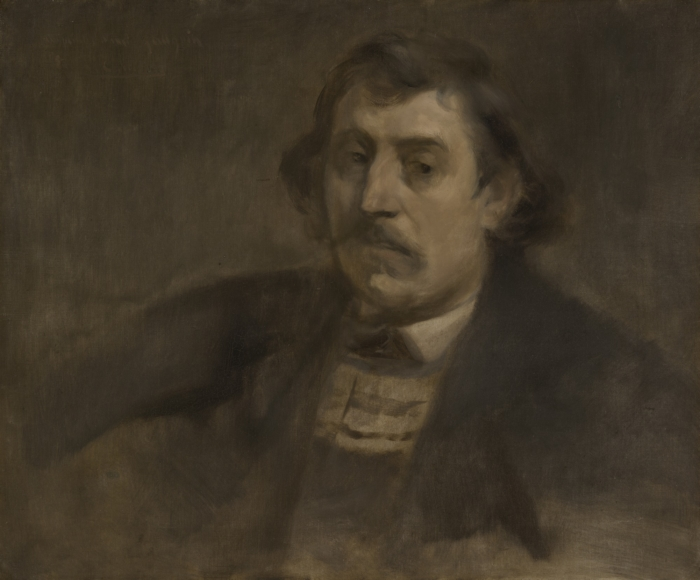
Portrait de Paul Gauguin
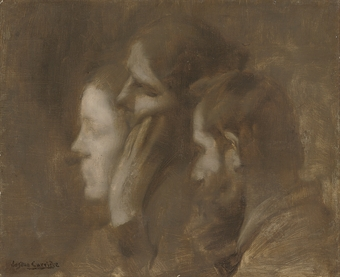
Étude de Visages
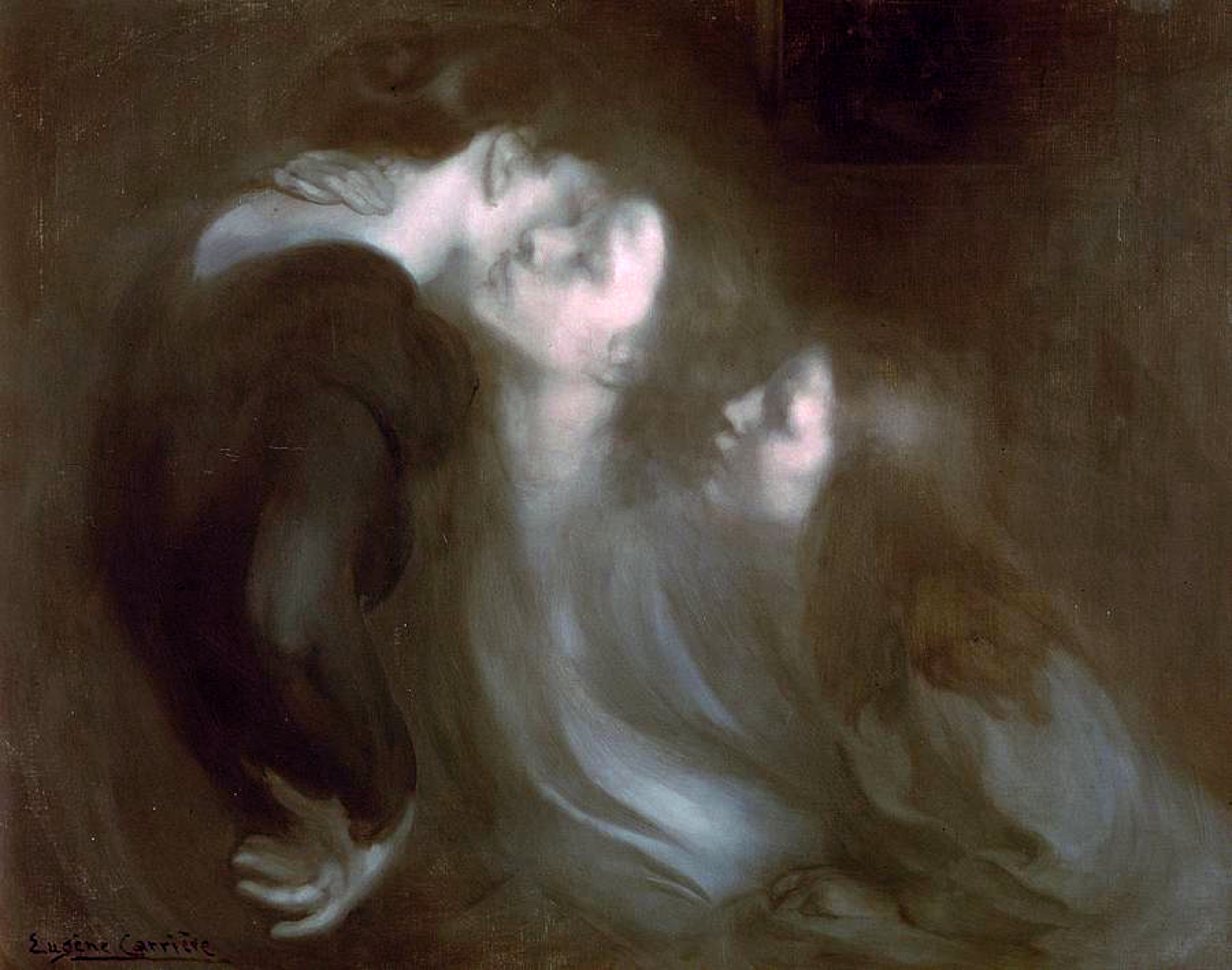
Her Mothers Kiss
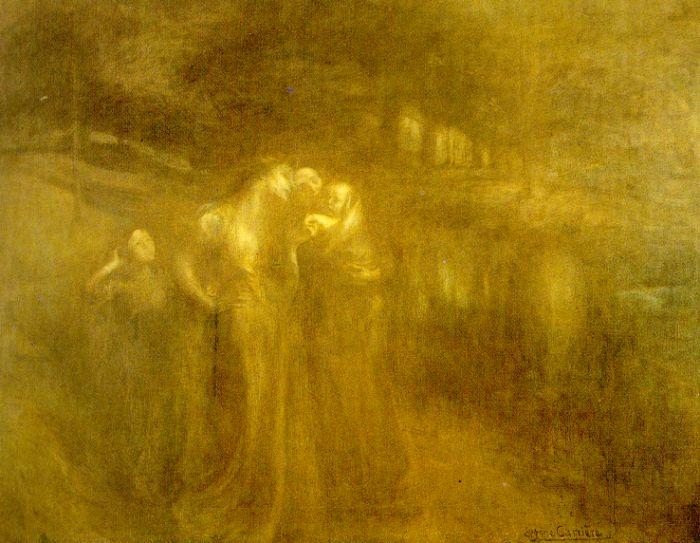
The Young Mothers
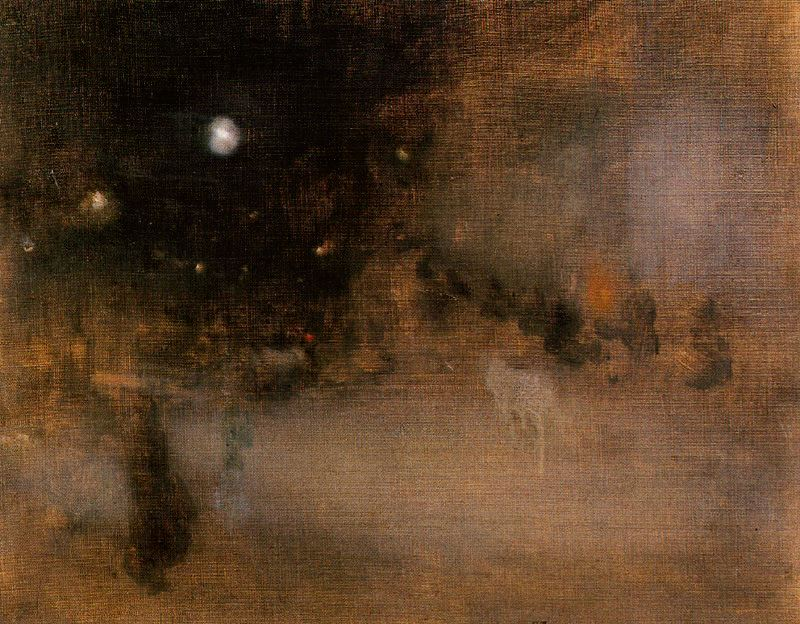
Place de Clichy